# 臥底 (小說)
台灣作家九把刀所作小說《獵命師傳奇》的外傳。

## 概要
身上棲伏凶命的善良少年聖耀，凶惡的能量讓他的親朋好友一一死於非命，因此他選擇遠離人群，獨自生活。
誰知在巧合下，他成了人類秘警，被派臥底在吸血鬼幫派中。在這裡，他感受到了許久不曾感受到的友情……

## 出版書籍
| 發售日期       | 出版社     | ISBN                   |
| -------------- | ---------- | ---------------------- |
| 2003年9月1日   | 唐莊文化   | ISBN 978-957-286-414-2 |
| 2005年12月15日 | 蓋亞文化   | ISBN 986-74-5043-4     |
| 2006年1月1日   | 接力出版社 | ISBN 978-780-732-141-5 |